# Oliveto Sabino
Oliveto Sabino è una delle tre frazioni di Torricella in Sabina, in provincia di Rieti, insieme ad Ornaro Alto ed Ornaro Basso.

## Storia
Oliveto sorge su una collina a circa 620 m s.l.m., nell'area che in epoca romana fu il centro abitato dai Trebulani e dai Mutuesci, sviluppato economicamente per le numerose attività agricole e commerciali. Già un codice farfense del VII sec. d. C. parla dell'oppidum (piccola città fortificata) di Oliveto, sorto sulle rovine di Trebula Mutuesca. Castrum Oliveti si trova menzionato nel Regesto Farfense allorché, nel 1085, un certo Cencio figlio di Taibrando fece dono di questo territorio all'imperiale abbazia di Farfa.
Nel 1390 l'abate Nicolò II lo diede in feudo ai Brancaleoni, che lo tennero fino al 1584; il 24 aprile di quello stesso anno, Domenico Jacobacci, figlio di Margherita Brancaleoni e Lorenzo Jacobacci, vendette il castello al cardinale Pier Donato Cesi. L'erede del cardinale, Domitilla Cesi, autorizzata da papa Alessandro VII con chirografo del 25 giugno 1658, vendette i castelli di Oliveto Sabino e Posticciola ai Barberini; in seguito, con lettera chirografa del 18 dicembre 1682, papa Innocenzo XI autorizzò Maffeo Barberini a vendere Oliveto e Posticciola ai Santacroce.
Nel 1696, con ogni probabilità, fu dedicata la Chiesa di Santa Prassede al Fosso, come risulta dall'iscrizione posta sulla sommità dell'affresco ivi contenuto e di recente restaurato (1996): si può, dunque, ritenere che fu completata sotto il principato dei Santacroce. Il principe Valerio Santacroce, autorizzato dal Papa Benedetto XIV con chirografo del 13 settembre 1750, vendette i castelli di Oliveto e Posticciola ai Belloni, l'eredità dei quali, poi, fu assunta dai Cavalletti.
Dopo la caduta dello Stato Pontificio con la breccia di Porta Pia nel 1870, Oliveto fu accorpato al Comune di Torricella in Sabina, del quale, tuttora, è frazione.

## Monumenti e luoghi d'interesse
Di particolare interesse sono il Palazzo Parisi e la cinquecentesca chiesa del Santissimo Salvatore, rifatta internamente negli anni 1929 - 31. Tali lavori, fatti eseguire dal Parroco pro tempore don Carlo Quarello, sono documentati da alcuni preventivi di spesa, conservati nell'archivio parrocchiale, e relativi alla tinteggiatura interna: sulla volta, poi, sono raffigurati gli stemmi di papa Pio XI (1922- 1939) e del vescovo di Rieti Massimo Rinaldi (1925- 1941). 
Di notevole interesse è anche la chiesa rupestre di Santa Prassede, immersa nel verde, che conserva un affresco del 1696 raffigurante la Vergine al centro e, ai lati, Santa Barbara, Patrona della Diocesi di Rieti e Santa Prassede, patrona di Oliveto, che viene ricordata il 21 luglio di ogni anno e la prima domenica di settembre.

## Economia
Il prodotto tipico di Oliveto è l'olio, ma anche vino, miele, frutta, marmellate, sottaceti, alimenti sottolio, dolci e piatti succulenti e sani, sono i sapori inconfondibili di questa piccola porzione di terra sabina.

## Infrastrutture e trasporti
Oliveto si trova su una breve diramazione della strada provinciale 35, che collega il paese da un lato a Monteleone e alla SS4 Via Salaria (il principale collegamento con Roma e Rieti), e dall'altro alla SP34 Via Turanense (il principale collegamento con il lago del Turano).

## Amministrazione
Oliveto fu comune autonomo sotto lo Stato Pontificio e venne confermato tale all'Unità d'Italia, quando Oliveto fu inserito all'interno della provincia dell'Umbria con capoluogo Perugia. Nel giugno 1863 cambiò ufficialmente nome in "Oliveto in Sabina" per evitare l'omonimia con altri comuni italiani. Perse l'autonomia nel dicembre del 1876, quando il comune fu soppresso e accorpato a quello di Torricella in Sabina. Solo nel 1927 venne istituita la provincia di Rieti, della quale Oliveto fa tuttora parte.